# Баліан III д'Ібелін
Баліан III Ібелінський, сеньйор Бейрута (фр. Balian d'Ibelin, seigneur de Beyrouth, помер у 1247 р.) — син відомого «Старого лорда Бейруту» Жана I д'Ібелін  від його другої дружини Мелісенди з Арзуфа, лорд Бейруту з 1236 р. Від свого батька він прийняв керівництво баронами Єрусалимського королівства у Війні з ломбардцями (прихильниками імператора Фрідріха II).

## Біографія
Змалку був воїном. У 1228 році разом із братом Балдуїном утримувався як заручник імператором Фрідріхом II в ході Війни з ломбардцями, внутрішнього громадянського конфлікту в Державах хрестоносців під час Шостого  хрестового походу.
З 1229 по 1239 жив на Кіпрі, брав участь у битвах при Нікосії (1229) і при Агріді (1232). У битві при Агріді, хоча він повинен був бути в ар'єргарді зі своїм батьком і королем Кіпру, він натомість пішов вперед разом з Гуго д'Ібеліном та Ансо з Брі, командувачами першої та другої ланок. У битві Баліан здобув славу, захищаючи прохід від прихильників імператора (ломбардців). У Gestes des Chiprois розповідається історія про те, що одного разу Баліан так сильно вдарив ломбардського лицаря, що сам випав з коня.
У 1241 році визнав Конрада, сина імператора Фрідріха II, королем Єрусалима, але, як і батько, був противником Гогенштауфенов і брав участь у передачі влади Алісі Шампанській. У червні-липні 1242 року, в ході Війни з ломбардцями, Баліан на чолі своєї родини взяв в облогу і врешті захопив Тір, який утримували прихильники імператора Фрідріха II. Йому надали підтримку Філіп Новарський та Філіп I де Монфор, і він використовував при облозі найманців і галери.
З 1246 року був призначений на посаду бальї Єрусалимського королівства королем Кіпру Генріхом I, який виконував обов'язки регента.
Помер в Аскалоні 4 вересня 1247 року.

## Родина
Дружина — Есківа де Монфокон, дочка Вальтера Монбельярського та Бургоні де Лузіньян Кіпрської.
Діти:
- Гуго (1231/32–1254/55) — одружений (1250/53) на Марії Монбельярській.
- Жан II Бейрутський (помер у 1264 році) — в шлюбі з Алісою де ла Рош, дочкою Гі I, герцога Афінського .
- Ізабель — одружена (бл. 1250) з Генріхом I Ембріако де Гібле[4] (помер близько 1271).